# Maarten de Jonge

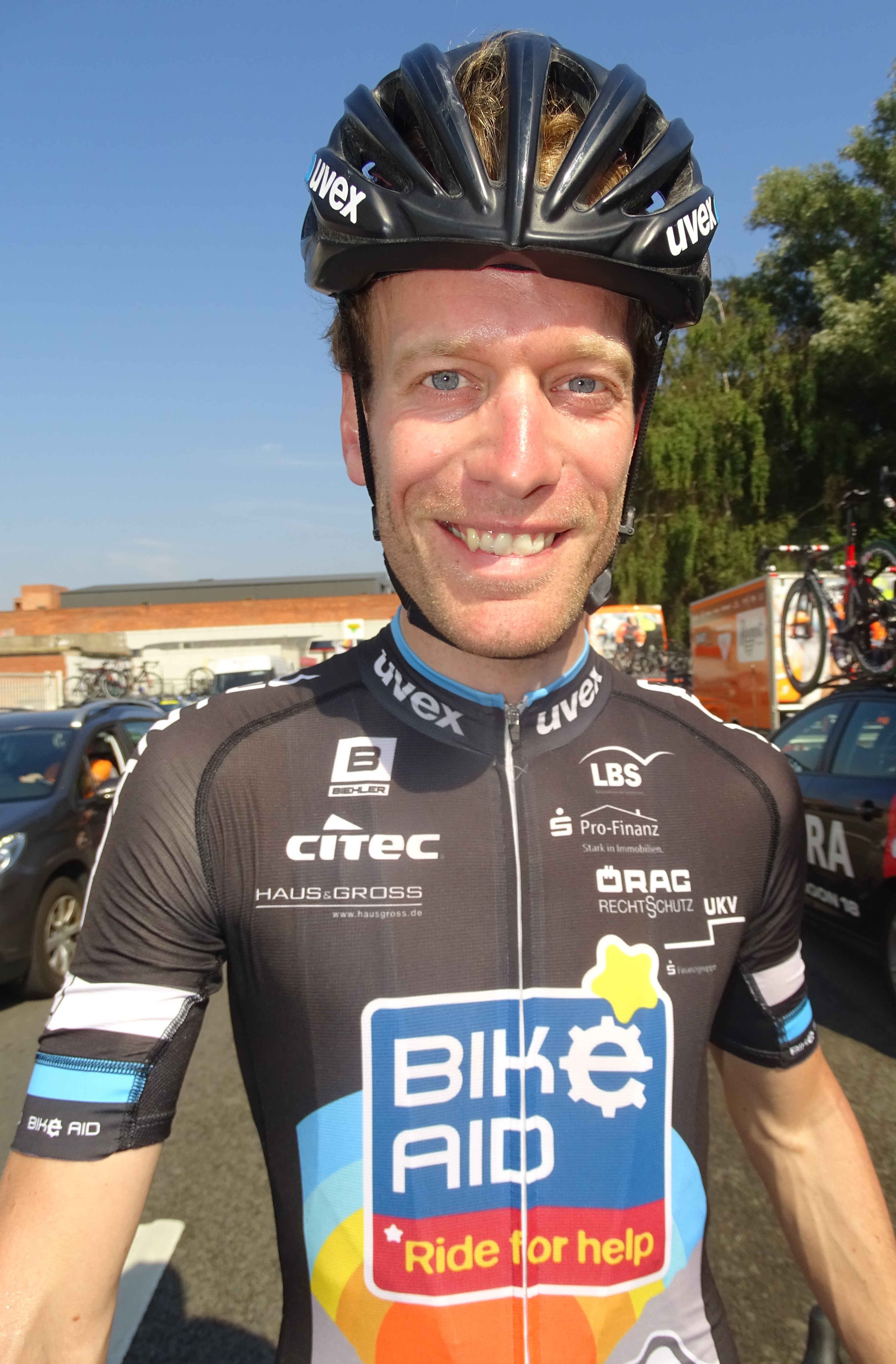
Maarten de Jonge

Maarten de Jonge (* 9. März 1985 in Oldenzaal) ist ein niederländischer Radrennfahrer.

## Sportliche Karriere
Maarten de Jonge begann seine Karriere 2004 bei dem Team Fuji Bikes. 2007 fuhr er für die Mannschaft Time-Van Hemert und 2008 wechselte er zur Vereinsmannschaft Wielergroep Beveren 2000. In seinem ersten Jahr dort gewann er das Eintagesrennen Romsée-Stavelot-Romsée. Außerdem gewann er jeweils eine Etappe bei der Tour de la Province de Luxembourg, bei den Trois Jours de Cherbourg und bei der Tour de Moselle. Zur Saison 2010 wechselte er zum Cyclingteam Jo Piels, wo er die Ronde van Limburg gewann. 2011 fuhr Maarten de Jonge für das britische Continental Team Endura Racing, mit dem er das Mannschaftszeitfahren bei der Czech Cycling Tour gewann. Im Jahr 2014 schloss er sich dem Terengganu Cycling Team aus Malaysia an und gewann für das Team unter anderem eine Etappe der Tour of Thailand.
Im selben Jahr hatte er zwei Mal großes Glück. So wollte er eigentlich am 8. März 2014 mit Malaysia-Airlines-Flug 370 fliegen, entschied sich aber kurzfristig für einen um 50 Minuten früher startenden Flug. Das Flugzeug gilt seither als verschollen. Des Weiteren hatte er auch einen Platz für Malaysia-Airlines-Flug 17 gebucht, buchte aber kurz vor Abflug auf ein anderes und für ihn finanziell günstigeres Flugzeug um und entkam so dem Abschuss der Boeing 777-200ER über der Ukraine.

## Erfolge
2011
- Mannschaftszeitfahren Czech Cycling Tour

2014
- eine Etappe Tour of Thailand

## Teams
- 2004 Fuji Bikes
- 2007 Time-Van Hemert
- 2009 Skil-Shimano (Stagiaire)
- 2010 Cyclingteam Jo Piels
- 2011 Endura Racing
- 2012 Raiko Stölting
- 2013 Team Vorarlberg
- 2014 Terengganu Cycling Team
- 2015 Bike Aid